# Carmen Alto (distrito)
Carmen Alto é um distrito do Peru, na região de Ayacucho, na província de Huamanga.

## Transporte
O distrito de Carmen Alto não é servido pelo sistema de estradas terrestres do Peru.